# Monyók Gabi
Monyók Gabi (Bodrogkeresztúr, 1952. augusztus 26.) magyar énekesnő. Monyók Ildikó színésznő húga.

## Életpálya
Az 1972-es Ki mit tud?-on tűnt fel két, számára írt új dallal, melyek kislemezen is megjelentek. Több rádió- és tévéfelvétele készült. 1977-ben a Metronóm ’77 fesztiválon énekelte legismertebb dalát, Ihász Gábor szerzeményét, az Ezüstkék autót. Később a Made in Hungary és a Tessék választani! bemutatókon lépett fel.
1986-ban született fia, András. Énekesi pályafutását 1991-ben hagyta abba, de alkalmanként még később is fellépett.

## Dalai

### Kislemezek, kiadatlan rádiófelvételek
| Év   | Dal                            | Szerző                    | Kiadás    | Megjegyzés                |
| ---- | ------------------------------ | ------------------------- | --------- | ------------------------- |
| 1972 | Ki mit tud?                    |                           | kislemez  | Ki mit tud?               |
| 1972 | Vörös golyóként                |                           | kislemez  | Ki mit tud?               |
| 1974 | Szép szavú lány                | Illés Lajos–Tolcsvay Béla | kiadatlan |                           |
| 1975 | Hajnalodik                     |                           | kiadatlan |                           |
|      | Nézz rám itt vagyok            | Illés Lajos–Kántor I.     | kiadatlan |                           |
|      | Mire vársz                     | Illés Lajos–Zsigó K       | kiadatlan |                           |
| 1977 | A kisfiú gyémántablaka         | Schöck Ottó–Tóth E.       | kiadatlan | Egymillió fontos hangjegy |
| 1977 | Engem hiába kérdezel           | Fáy András–Neményi Tamás  | kiadatlan |                           |
| 1977 | Sok szerencsét!                | Fáy András–Neményi Tamás  | kiadatlan |                           |
| 1977 | Ezüstkék autó                  |                           | kislemez  | Metronóm ’77              |
| 1977 | Keserű dallam                  | Hajdu Sándor–Pataki Judit | kiadatlan |                           |
| 1978 | Valamire jó                    |                           | kislemez  | Made in Hungary           |
| 1978 | Dallal írom az égre fel        |                           | kiadatlan |                           |
| 1980 | Amikor annyi jó jöhet még      |                           | kislemez  | Tessék választani!        |
| 1980 | Te voltál a legszebb tévedésem |                           | kislemez  |                           |